# AN-M4
AN-M4 – amerykańska bomba kasetowa z subamunicją odłamkową. Była stosowana podczas II wojny światowej przez lotnictwo US Navy i USAAF.
Bomba składała się z belkowego uchwytu AN-M3 i trzech bomb odłamkowych AN-M40 wagomiaru 23 funtów.